# Häuselberg (Haardt)
Der Häuselberg ist ein 319,8 Meter hoher Berg in der Haardt, einem Mittelgebirgszug am Ostrand des Pfälzerwalds. Er liegt in der Gemarkung von Hambach an der Weinstraße, dem zweitgrößten Stadtteil der kreisfreien Stadt Neustadt an der Weinstraße in Rheinland-Pfalz. Der Berg ist vollständig bewaldet. Am Westhang befindet sich eine Ortsbebauung der Gemeinde.

## Geographie

### Lage
Der Häuselberg erhebt sich im Biosphärenreservat Pfälzerwald-Vosges du Nord und im Naturpark Pfälzerwald. Der Berg bildet mit dem Nollensattel, dem Heidelberg (313,4 m) und dem Schlossberg (Hambach) (373,9 m) die östlichste  Bergkette des Hohe Loog Massivs zur Rheinebene hin. Hydrologisch entwässert sich der Nordteil des Berges in den Nassenweggraben, der Südteil in den Kanzgraben und der mittlere Teil des Osthangs in den Hohlbrunnenweggraben. Alle Bäche fließen über weitere Kleinbäche in den Kropsbach. Auf dem Osthang des Häuselbergs liegt das Naturschutzgebiet Haardtrand - Am Häuselberg (CDDA-Nr. 163427; 1989 ausgewiesen; 7,64 ha groß). Dort befindet sich auch ein Teil des Vogelschutzgebiets Haardtrand (VSG-Nr. 6514-401; 147,28 km²).

### Naturräumliche Zuordnung
Der Häuselberg gehört zum Naturraum Pfälzerwald, der in der Systematik des von Emil Meynen und Josef Schmithüsen herausgegebenen Handbuches der naturräumlichen Gliederung Deutschlands und seinen Nachfolgepublikationen als Großregion 3. Ordnung klassifiziert wird. Betrachtet man die Binnengliederung des Naturraums, so gehört der Häuselberg zum Mittleren Pfälzerwald und hier zum Gebirgszug der Haardt, welche den Pfälzerwald zur Oberrheinischen Tiefebene hin abgrenzt.
Zusammenfassend folgt die naturräumliche Zuordnung des Häuselbergs damit folgender Systematik:
- Großregion 1. Ordnung: Schichtstufenland beiderseits des Oberrheingrabens
- Großregion 2. Ordnung: Pfälzisch-Saarländisches Schichtstufenland
- Großregion 3. Ordnung: Pfälzerwald
- Region 4. Ordnung (Haupteinheit): Mittlerer Pfälzerwald
- Region 5. Ordnung: Haardt

## Verkehr und Wandern
Vom Sattel zwischen dem Schlossberg und dem Rittersberg kommend führt die Kreisstraße 14 vom Westen, dem Norden und dem Osten um der Berg herum. Auf dem Berg existieren keine Wanderwege und auch kein Weg zum Gipfel. An der Ostleiste laufen der Wanderweg Deutsche Weinstraße und der Martinusweg vorbei. Über den Sattel zwischen Häuselberg und Nollensattel verläuft der Pfälzer Weinsteig.